# 武田愛奈
武田愛奈（日语：武田 愛奈， 3月5日— ）是居住在日本的女性聲優和偶像，是數位聲優偶像團體22/7的成員。

## 簡歷
- 2016年
  - 12月24日 - 在 22/7 的 10,325 名申請人中通過了最終的試鏡[2]。試鏡時的編號為 15 號。
- 2017年
  - 3月2日 - 因 22/7 並不會公布成員本名及年齡，於是在SHOWROOM直播「私たちの名付け親になってください」中向大眾募集藝名[3] 。
  - 3月4日 - 在成員名稱發表的 SHOWROOM 直播中，公布名稱定為「武田愛奈」。在此之前因為其編號為15號，因此皆以「莓醬（いちごちゃん）」稱呼之[注 1]。
  - 5月16日 - 在角色決定的 SHOWROOM 直播中，並未被選為當時宣布的八位主要角色的配音演員
- 2018年
  - 9月20日 - 在紀念出道一周年的「22/7 計算中特別活動」中宣布擔任角色 柊蕾[4] 。
  - 12月1日 - 在綜藝節目「22/7 計算中」的第 21 集中，正式以柊蕾的名義開始活動。
- 2020年
  - 12月1日 - 為了專心完成學業，宣布在 12 月底暫停所有 22/7 的活動。
- 2021年
  - 4月10日 - 在第一張專輯『11という名の永遠の素数』發售紀念活動「線上個人拍立得抽選」、「線上個人 Talk 會」中，回復 22/7 的活動。
  - 9月30日 - 宣佈將從22/7畢業，正式畢業日期為12月末。

## 人物
- 昵称是「愛奈親」、「奈親」。有一个哥哥和一个弟弟。是日本和菲律宾的混血儿。
- 因為憧憬長澤雅美演出的可爾必思廣告，因此對模特兒以及偶像感到憧憬而去應徵 22/7 計畫[5] [6] 。
- 周遭的親朋好友都推薦自己從事聲優行業，而我自己也對此感到很有興趣 [7]
- 千葉羅德海洋隊的粉丝。
- 學習過半年的跆拳道

## 演出作品

### 电视动画
- 跳水男孩 （2017，小學生） ※以いちいちご的名義
- 青春豬頭少年不會夢到兔女郎學姊（2018 年，中郷蘭子）  ※以いちいちご的名義
- Fate/Grand Order -絕對魔獸戰線巴比倫尼亞- （2019年，兒童）
- 22/7 （2020，柊蕾[8] ）

### 电视节目
- 22/7 計算中（2018年7月7日 - 2019年12月28日）- 飾演 柊蕾
- 22/7 計算中 第二季（2020年4月4日 - 2021年1月1日）- 飾演 柊蕾
- 22/7 計算中 第三季（2021年4月3日-）- 飾演 柊蕾[注 2]

### 游戏
- 22/7 音樂的時間 (2020，柊蕾 [9] )
- 迪士尼扭曲仙境（2020，儿童弗洛伊德）

### 廣播
- 22/7 除不盡的廣播（2017年4月23日-2018年7月1日，超！A&G+ )-不定期[10]
- 22/7 除不盡的廣播+（2020 年 7 月 4 日-，超！A&G+)-不定期

### 网络电视
- かな&あいりの文化放送ホームランラジオ! パっとUP（日语：かな&あいりの文化放送ホームランラジオ! パっとUP）（2018年 - 第147回・第161回・第166回、2020年 - 第222回）

### 其他
- 专辑『確かにあの日々は恋だった。』电视广告（2019，旁白）
- 全壘打廣播 全明星遊戲（日语：ホームランラジオ オールスターゲーム）（2018年总结版[11] 、2019年开场版[12] 、2019年总结版[13] ）

## 脚注

### 注解
1. ↑  草莓之日文いちご與日文「一、五」之發音相近
2. ↑  第二季2021年1月1日演出結束後，武田愛奈因學業暫停活動，直到第三季5月5日播放時才重回節目。